# Liste der Monuments historiques in Saint-Hilliers
Die Liste der Monuments historiques in Saint-Hilliers führt die Monuments historiques in der französischen Gemeinde Saint-Hilliers auf.

## Liste der Objekte
| Bezeichnung                                                                       | Beschreibung                                               | Standort                        | Kennzeichnung | Schutzstatus | Datum | Bild |
| --------------------------------------------------------------------------------- | ---------------------------------------------------------- | ------------------------------- | ------------- | ------------ | ----- | ---- |
| Grabplatte für Jehan Nicolle                                                      | Stein, 16. Jahrhundert                                     | in der Kirche St-Hilaire (Lage) | PM77001560    | Classé       | 1980  |      |
| Grabplatte für Robert Saillant, Pfarrer von Mortery († 1347)                      | Stein, 14. Jahrhundert                                     | in der Kirche St-Hilaire (Lage) | PM77001553    | Classé       | 1906  |      |
| Glocke                                                                            | Bronze, 1633 gegossen                                      | in der Kirche St-Hilaire (Lage) | PM77001557    | Classé       | 1942  |      |
| Grabplatte für Jean de La Boirre und seine Jeanne de Merlin († 1521)              | Stein, 16. Jahrhundert                                     | in der Kirche St-Hilaire (Lage) | PM77001554    | Classé       | 1906  |      |
| Grabplatte für André de Bufay († 1557) und seine Frau Nicole de Harville († 1559) | Stein, 16. Jahrhundert                                     | in der Kirche St-Hilaire (Lage) | PM77001555    | Classé       | 1906  |      |
| Grabplatte für Guillaume de Mortery († 1260) und seine Frau                       | Stein, 13. Jahrhundert                                     | in der Kirche St-Hilaire (Lage) | PM77001552    | Classé       | 1903  |      |
| Skulptur des heiligen Eloi                                                        | Holz, 16. Jahrhundert                                      | in der Kirche St-Hilaire (Lage) | PM77001558    | Classé       | 1975  |      |
| Konsole                                                                           | Holz und Marmorplatte, bemalt, Anfang des 18. Jahrhunderts | in der Kirche St-Hilaire (Lage) | PM77001556    | Classé       | 1931  |      |
| Skulptur der heiligen Barbara                                                     | Stein, polychrom gefasst, 16. Jahrhundert                  | in der Kirche St-Hilaire (Lage) | PM77001559    | Classé       | 1975  |      |